# Эхет
Э́хет (др.-греч. Ἔχετος) — персонаж древнегреческой мифологии. Легендарный жестокий царь, упомянутый Гомером. Последующие авторы считали, что он происходил из Эпира. Согласно Аполлонию Родосскому, ослепил свою дочь и заточил её в пещере. Дочь звали Метопа (или Амфисса), ослепил он её в приступе ярости, убивал всех, вступавших в его владения, о чём рассказывал Лисипп Эпирский в «Каталоге безбожных деяний».